# Monte Losetta
Il monte Losetta è una montagna delle alpi Cozie alta 3054 m. Si trova sullo spartiacque principale tra Italia e Francia.

## Caratteristiche

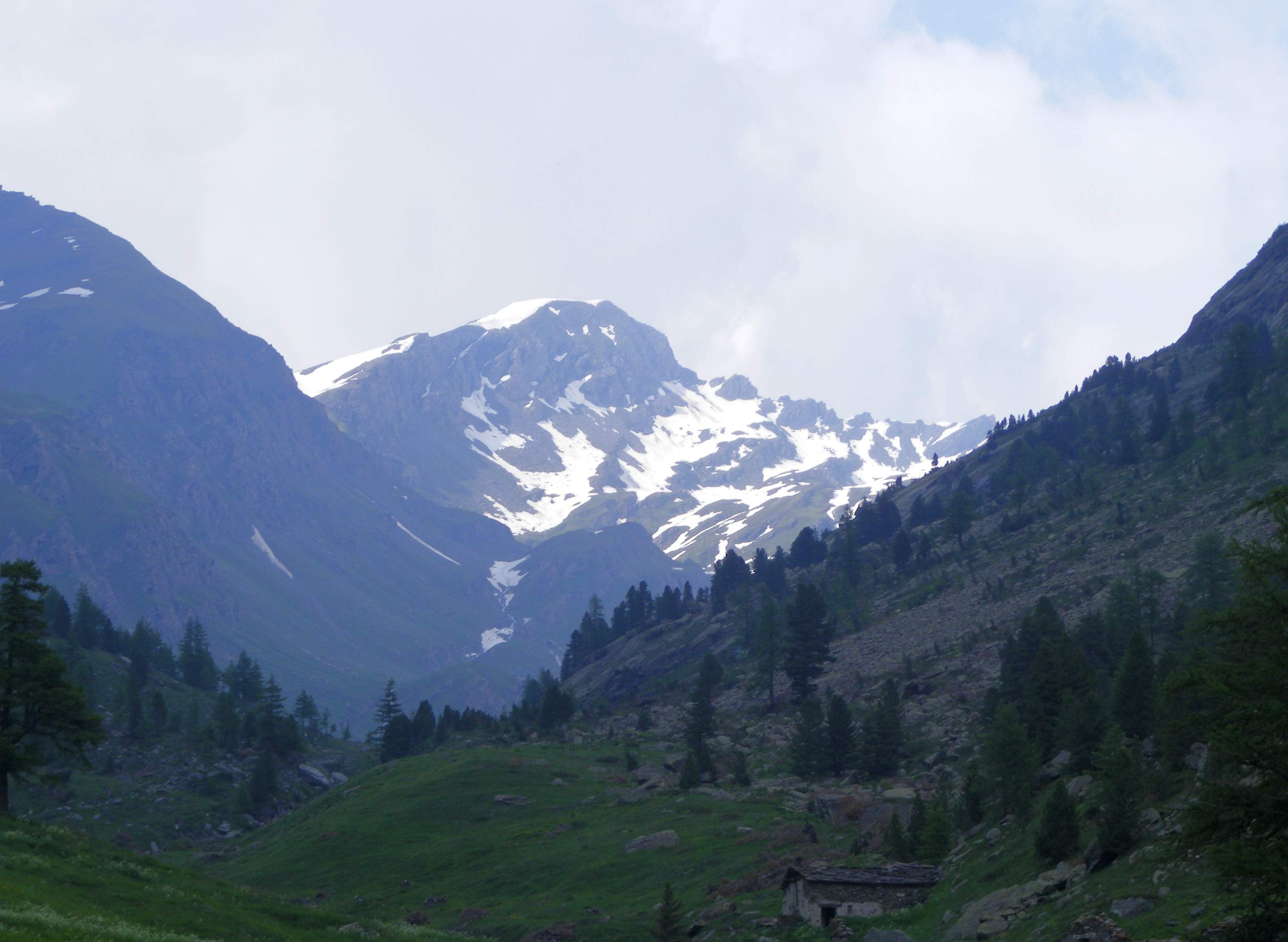
Il versante sud-est visto dal Vallone di Vallanta

È il punto di unione di tre valli: il vallone di Vallanta ed il vallone di Soustra, diramazioni laterali dell'italiana valle Varaita, e la francese valle del Guil.
La vetta si trova sullo spartiacque principale tra Italia e Francia, che in questa zona è orientato in direzione circa est-ovest. Verso est la cresta procede verso il passo di Vallanta e da qui risale verso la punta Gastaldi, per ricongiungersi poi alla cresta settentrionale del Monviso; nella direzione opposta, la cresta prosegue in direzione ovest-nord-ovest, supera il passo di Soustra (2850 m) e si dirige verso il colle dell'Agnello. Una cresta secondaria scende in direzione sud-sud-est verso il passo della Losetta (2872 m), da dove prosegue nella stessa direzione, costituendo lo spartiacque tra il vallone di Vallanta e la valle Varaita di Chianale. Il versante verso la valle del Guil è molto scosceso, mentre i versanti italiani, pur presentando notevole pendenza, sono meno dirupati.
Il nome deriva dall'occitano losa, col significato di lastra di pietra, e deriva dal fatto che la vetta è costituita da rocce scistose, che si sfaldano facilmente in lastre. In particolare, la roccia costituente la montagna è un calcescisto filladico, con banchi calcarei ed intercalazioni di gneiss, appartenente al complesso delle pietre verdi di Gastaldi. In francese la montagna è nota come Pointe Joanne.
La prima salita nota risale al 25 settembre 1877, ad opera di Paul Guillemin e Salvador de Quatrefages, accompagnati dalle guide Emile Pic e J. Chappey.

## Ascensione
L'ascensione alla vetta avviene dal passo della Losetta, a 2872 m di quota; da qui si risale la cresta per traccia di sentiero fino alla vetta, che si raggiunge in circa mezz'ora.
Il passo della Losetta può essere raggiunto da diverse vie:
- da Chianale, risalendo il vallone di Soustra per il sentiero U18[4]
- dal vallone di Vallanta e/o dal rifugio Vallanta, seguendo il sentiero U13[1][5]
- dal rifugio Viso in Francia, salendo al passo di Vallanta e da lì traversando verso il passo della Losetta[1]

L'itinerario è di tipo escursionistico, con difficoltà valutata in E.

### Accesso invernale
Il percorso dal vallone di Soustra è percorribile anche d'inverno, sia con gli sci che con le ciaspole. In questa stagione, a causa della chiusura della strada del colle dell'Agnello, si parte direttamente da Chianale anziché salire con i mezzi fino alle grange del Rio.